# Zimne wysięki

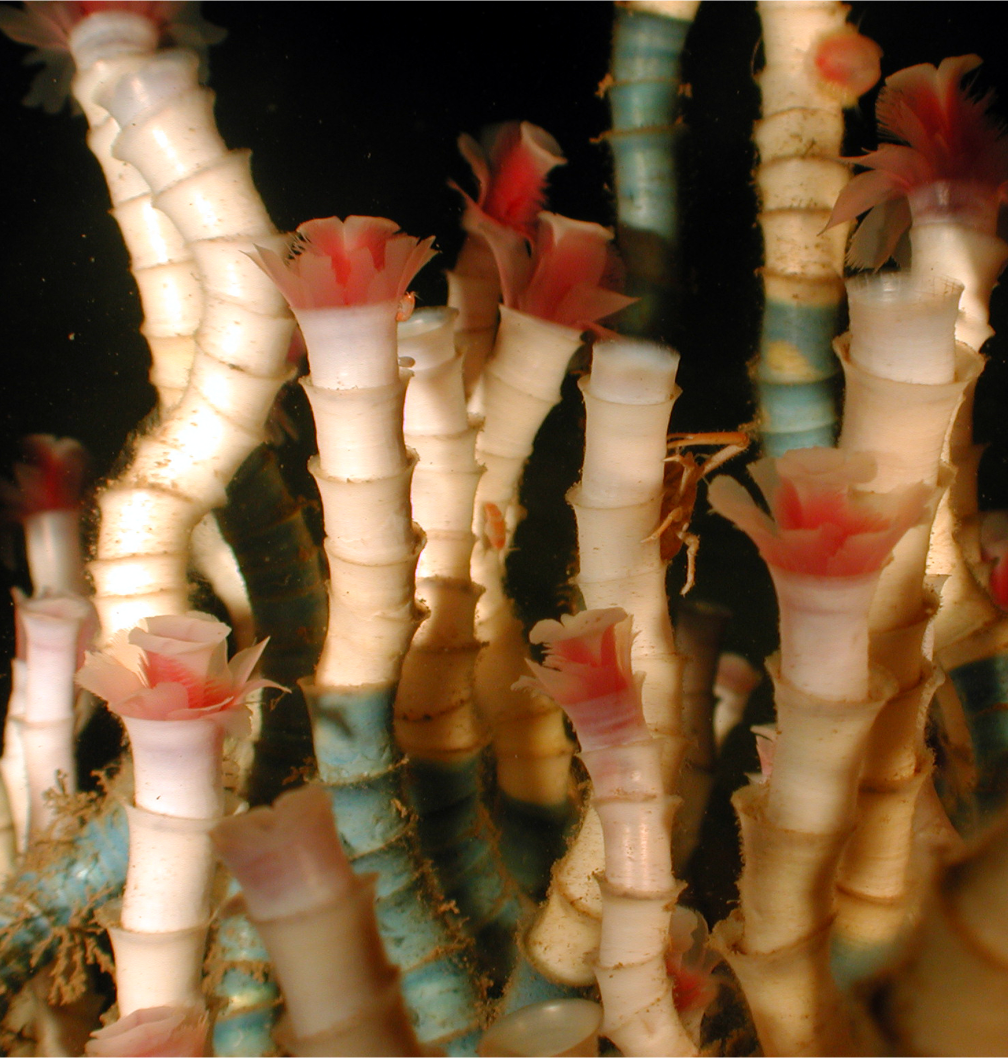
Wieloszczety z rodzaju Lamellibrachia tworzące kolonie przy zimnych wysiękach na dnie Zatoki Meksykańskiej.

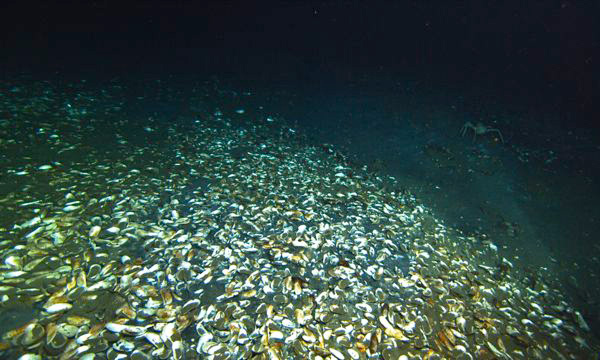
Dno wokół głębokowodnego jeziorka z solanką (widocznego w prawej części zdjęcia) gęsto zasiedlone przez małże.

Zimne wysięki (ang. cold seeps) – strefy dna morskiego, w których przez nieciągłości i szczeliny powstałe w wyniku aktywności tektonicznej dochodzi do przesiąkania gazu ziemnego, ropy naftowej, solanki z głębszych warstw skorupy ziemskiej. W związku z wysoką koncentracją zredukowanych związków chemicznych (siarkowodoru, metanu i innych węglowodorów) stanowią dogodne siedlisko dla rozwoju chemosyntetyzujących bakterii i związanych z nimi zróżnicowanych zespołów organizmów z wyższych pięter troficznych. W biomach tych występuje wiele organizmów endemicznych.
Określenie „zimne wysięki” odnosi się do temperatury wysięku, która jest zwykle niewiele wyższa niż temperatura otaczającej wody morskiej. Specyficzna topografia okolic zimnych wysięków jest wynikiem zróżnicowanych procesów geologicznych, fizycznych i reakcji chemicznych zachodzących pomiędzy wydobywającymi się spod dna substancjami a wodą morską oraz aktywności organizmów. Występowanie zimnych wysięków stwierdzono w wielu akwenach na całym świecie, głównie jednak na stokach kontynentalnych i w okolicach grzbietów śródoceanicznych. 

## Opis zjawiska

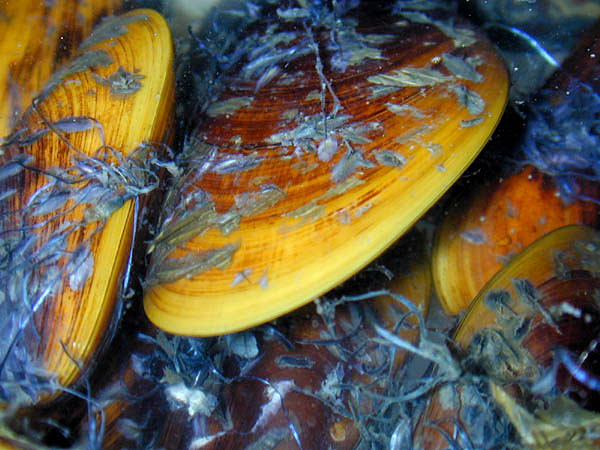
Głębokowodny omułek Bathymodiolus childressi – jeden z dominujących gatunków w zespołach organizmów związanych z zimnymi wysiękami w Zat. Meksykańskiej.

W wyniku ruchów tektonicznych w skorupie pod dnem morskim powstają nieciągłości i szczeliny, przez które gazy, ropa i wody z głębszych warstw przedostają się wyżej, są rozpraszane przez osady denne i na obszarze o średnicy do kilkuset metrów przenikają do wody morskiej. Uciekające gazy, ropa naftowa i przemieszczające się plastyczne materiały skalne (np. pokłady soli, znajdujących się pod dnem morskim), mogą powodować powstawanie zapadlisk w dnie morskim. Solanka, pochodząca z rozpuszczania pokładów soli, może te zapadliska wypełniać, w wyniku czego powstają solankowe „jeziorka”. Stężenie soli w tej solance jest od 3 do 5. razy większe niż w wodzie morskiej, stąd solanka ta ma większą gęstość niż woda morska i nie miesza się z nią. Zwykle jest w niej rozpuszczony metan, dyfundujący dalej do wody morskiej. Wędrujące ku górze węglowodory i wody solankowe napotykając luźne osady mogą mieszać się z nimi i porywać je, przemieszczająca się mieszanina formuje wówczas często podwodne wulkany błotne. W reakcjach chemicznych pomiędzy woda morską o dużej zawartości dwutlenku węgla a wydobywającymi się z wysięków zredukowanymi substancjami mogą powstawać skały, tworzące rozmaite formacje skalne, zbudowane ze skał węglanowych, w tym ikaitu i barytu.
Określenie „zimne wysięki” odnosi się do temperatury wysięku, która jest zwykle niewiele wyższa niż temperatura otaczającej wody morskiej, przeciwnie do gorących wód wydobywających się z kominów hydrotermalnych.

## Podział

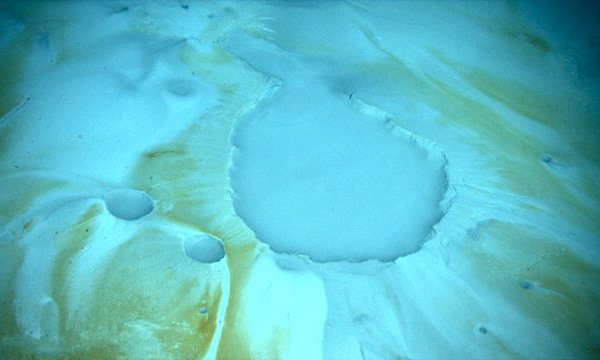
Słone jeziorka wypełniające kratery na dnie oceanicznym.

Zimne wysięki dzieli się w zależności od tego, na jakiej głębokości występują (na: płytkowodne i głębokowodne) oraz w zależności od tego, w jaki sposób powstają, na:
- związane z wysiękami gazu i ropy naftowej,
- związane z wysiękami metanu
- związane z wysiękami hydratów
- związane z wysiękami solanki
- wulkany błotne

## Historia odkrycia
Zimne wysięki zostały odkryte w 1983 roku w Zatoce Meksykańskiej, na stoku kontynentalnym w okolicach Florydy, na głębokości ok. 3200 m, jednocześnie odkryto związane z nimi zespoły organizmów. Odkrycia dokonano z wykorzystaniem batyskafu Alvin. Wkrótce okazało się, że podobne obszary i związane z nimi zespoły organizmów występują wzdłuż całego stoku kontynentalnego Ameryki Północnej w Zatoce Meksykańskiej, a także w innych akwenach świata.

## Występowanie

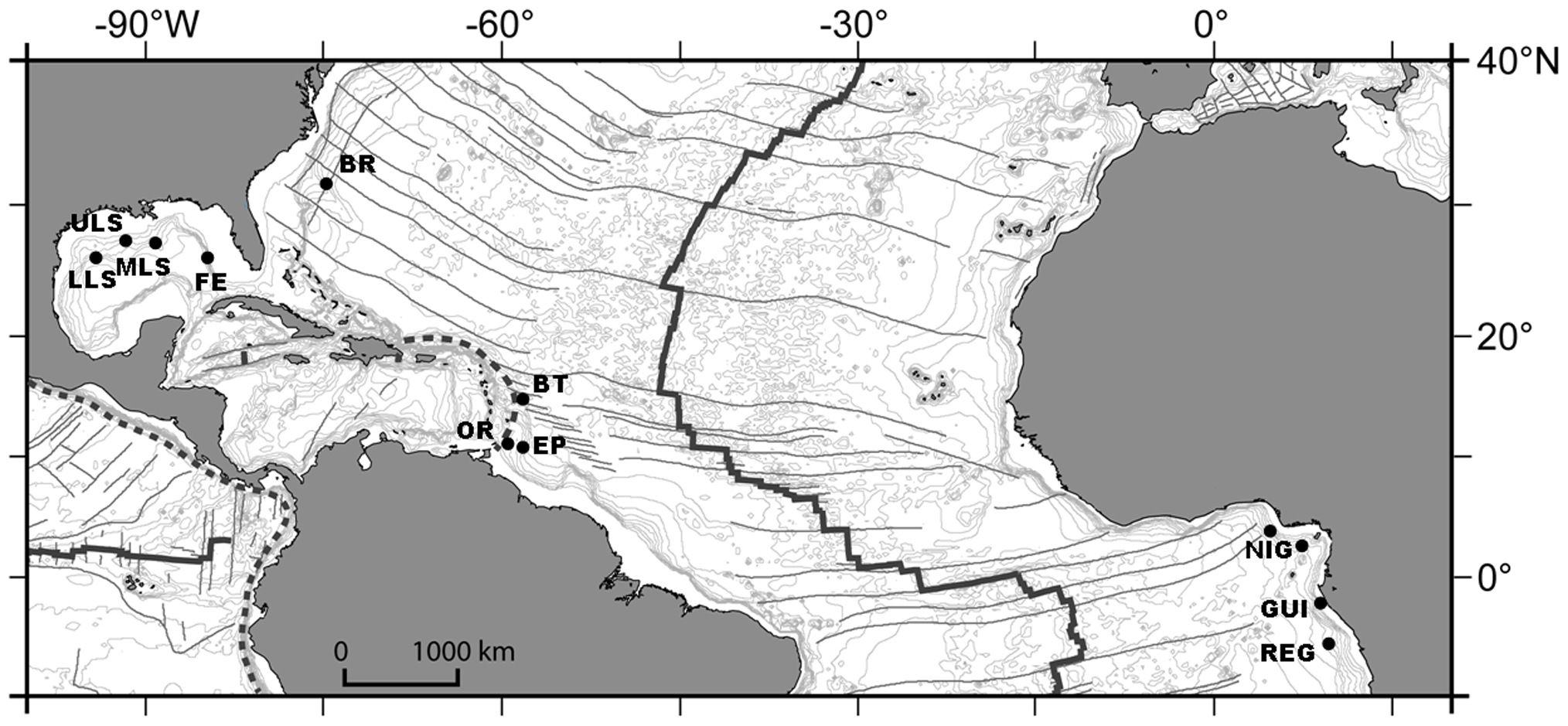
Mapa występowania zimnych wysięków w atlantyckim pasie równikowym (Atlantic Equatorial Belt).
BR – Blake Ridge
BT – Barbados trench
OR – rejon Orenoque
EP – rejon El Pilar
NIG – stok nigeryjski
GUI – rejon Zat. Gwinejskiej
REG – Regab pockmark.

Rejony, w których stwierdzono występowanie „zimnych wysięków”:
- Atlantyk: Barbados – Blake Ridge, Zatoka Gwinejska, Zatoka Kadyksu,
- Morze Śródziemne: Zatoka Neapolitańska, strefa subdukcji w okolicach Krety, kaldera Menes u ujścia Nilu, Morze Marmara
- Pacyfik: Wyspy Japońskie (m.in. w Zatoce Kagoshima), Kuryle, Wyspy Riukiu, Nowa Zelandia, u wybrzeży Kolumbii Brytyjskiej (Zatoka Monterey),
- Ocean Południowy: na stoku kontynentalnym Antarktydy

## Biocenoza

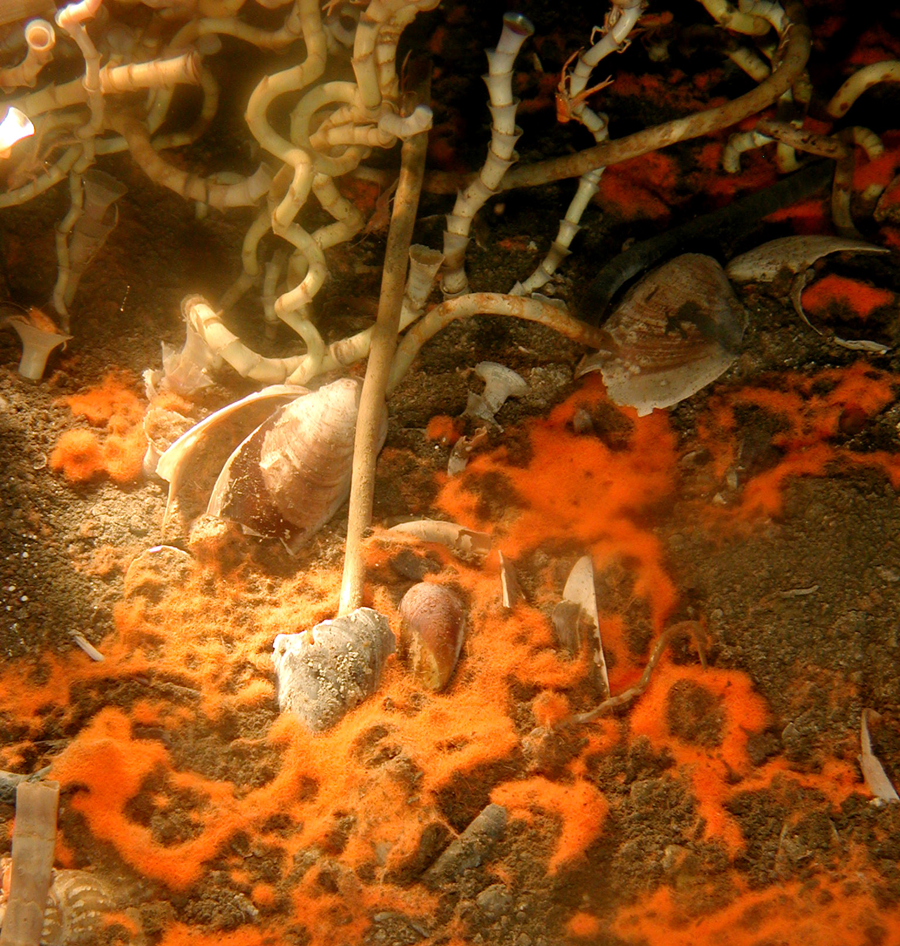
Wieloszczet Lamellibrachia luymesi z zimnego wysięku na głębokości 550 m w Zatoce Meksykańskiej. Na osadach widoczne maty autotroficznych bakterii siarkowych Beggiatoa spp. oraz muszle małży i ślimaków.

Ze strefami zimnych wysięków związane są unikalne zespoły organizmów. Producentami pierwotnymi są w nich organizmy chemosyntetyzujące, zarówno wolnożyjące, jak i symbiotyczne: archeany i bakterie. Ponieważ nie dochodzi tam światło słoneczne, do asymilacji węgla i produkcji energii wykorzystują one zredukowane związki uwalniane z wysięków: siarkowodór, siarczyny, metan. Na nich z kolei żerują organizmy heterotroficzne, zarówno występujące tylko w okolicach zimnych wysięków, jak i organizmy bentoniczne z pobliskich siedlisk szelfu kontynentalnego, archibentalu czy abysalu. Ślady izotopowe wskazują, że nawet do 55-100% węgla wbudowanego w biomasę żyjących tam zwierząt pochodzi z metanu asymilowanego przez chemoautotrofy.
W skład tych zespołów wchodzą małże (Vesicomyidae, Solemyidae, Lucinidae, Thyasiridae i Mytilidae) oraz pierścienice (głównie charakterystyczne Siboglinidae), ślimaki Neritidae, kraby Galatheidae, krewetki (np.: Alvinocaris muricola) i strzykwy, tworzące bardzo gęste zgrupowania tuż przy wysiękach. Istnieją znaczne różnice w składzie gatunkowym organizmów zasiedlających poszczególne strefy wysięków. Spośród 72 taksonów zidentyfikowanych w ramach projektu Census of Marine Life w zespołach zasiedlających atlantyckie zimne wysięki tylko 9 gatunków (kompleksów gatunków) okazało się występować na większości badanych stanowisk.
Zagęszczenie makrofauny bentosowej w obrębie siedlisk związanych z zimnymi wysiękami jest zwykle wyższe (od 2400 do 81400 osobników/m2, ze średnią 20200 os./m2) niż w sąsiadujących, „zwykłych” siedliskach archibentalu i abysalu (od 260 do 19760 os./m2, ze średnią 8180 os./m2).

### Sukcesja
Zimne wysięki nie trwają w nieskończoność. W miarę jak ilość przesiąkających zredukowanych substancji maleje, wolnożyjące i symbiotyczne bakterie chemosyntetyzujące mają coraz mniej dostępnego źródła energii. W rezultacie ich liczebność maleje, a w związku z tym także liczebność organizmów heterotroficznych. Zwykle wcześniej ustępują dominujące początkowo w zespole mięczaki zależne od symbiontów. Wieloszczety z rodziny Siboglinidae są mniej wrażliwe ze względu na to, że ich długie ciała (nawet kilkumetrowe) mogą penetrować w głąb osadów i szczelin skalnych, tam, gdzie istnieją jeszcze zasoby metanu i siarkowodoru potrzebne dla ich symbiontów. Na tym etapie sukcesji siedlisko jest zdominowane przez te wieloszczety, niektóre osobniki Lamellibrachia luymesi mogą w takich warunkach przetrwać nawet 250 lat.
W końcowym stadium sukcesji, następującym w chwili gdy substancje z głębszych warstw skalnych przestają wyciekać do wody w obrębie zimnego wysięku, zespoły organizmów chemosyntetyzujących i korzystających z symbiontów ustępują, biomasa zespołu maleje, zaczynają dominować organizmy charakterystyczne dla pobliskich siedlisk archibentalu i abysalu. Charakterystycznym elementem stają się natomiast głębokowodne koralowce (np. Lophelia pertusa), które mogą się osiedlać na utworach skalnych powstałych w wyniku aktywności organizmów ze wcześniejszych stadiów sukcesji

### Porównanie do innych głębokowodnych zespołów
Zespoły zimnych wysięków i kominów hydrotermalnych są do siebie podobne w tym sensie, że nie zależą od fotosyntezy i bazują na produkcji pierwotnej, której źródłem są chemosyntetyzujące mikroorganizmy. Obydwa typy siedlisk charakteryzują się obecnością zredukowanych związków chemicznych, miejscową hypoksją lub anoksją, wysoką liczebnością i aktywnością bakterii. Obydwa cechuje wysoka produktywność, w obydwu występują epizody wzmożonej produkcji biomasy, obydwa cechują się stosunkowo niskim zróżnicowaniem biologicznym.
W porównaniu jednak do kominów hydrotermalnych, które cechuje wysoka (miejscowo) temperatura wody (nawet do kilkuset stopni Celsjusza), gwałtowne zmiany parametrów fizycznych i chemicznych (pH, temperatury, stężenia rozpuszczonych substancji mineralnych i tlenu) oraz stosunkowo krótki czas trwania, zimne wysięki są siedliskiem o znacznie niższych temperaturach, zbliżonych do otaczającej wody morskiej, i, co najważniejsze, bardziej stabilnym, bez gwałtownych zmian nasilenia emisji gazu, ropy, solanki, oraz ze względnie stałymi parametrami fizyczno-chemicznymi. O ile kominy hydrotermalne są tworami efemerycznymi, zimne wysięki (i związane z nimi zespoły organizmów) mogą trwać niezmienione lub niewiele zmienione, przez kilkaset lub nawet kilka tysięcy lat. 

## Ślady kopalne zimnych wysięków

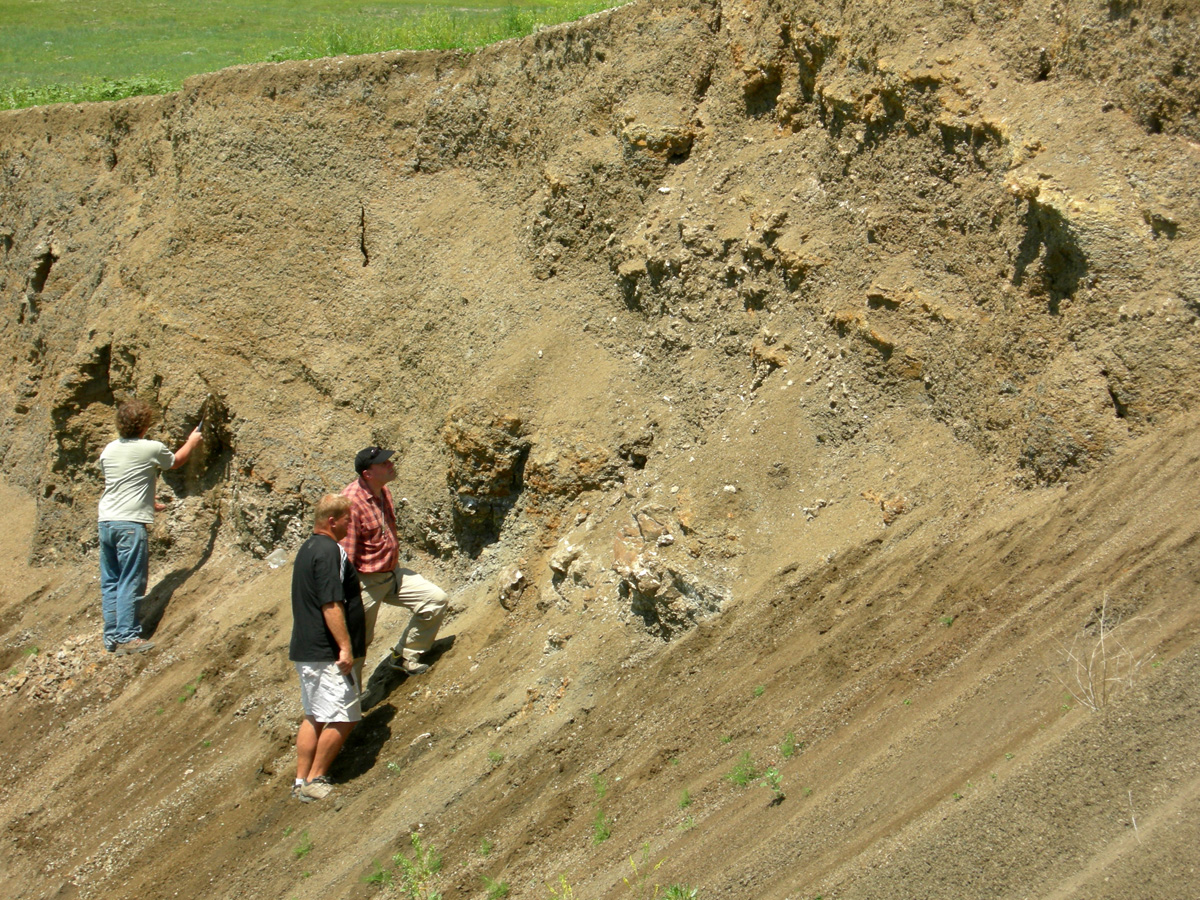
Górnokredowe osady ze skamieniałościami charakterystycznymi dla zimnych wysięków - Pierre Shale, Południowa Dakota.

Osady charakterystyczne dla tych towarzyszących zimnym wysiękom znane są w skałach z różnych okresów Fanerozoiku, często występują w głębokowodnych warstwach skał osadowych mezozoicznych i kenozoicznych. W odróżnieniu od współczesnych zespołów organizmów zasiedlających wysięki, w zespołach kopalnych częściej reprezentowane są ramienionogi.

## Zagrożenia
Ekosystemy zimnych wycieków są poważnie zagrożone, m.in. w związku z następującą bądź planowaną w najbliższym czasie:
- eksploatacją surowców, takich jak konkrecje polimetaliczne, hydraty, złóż gazu i ropy naftowej
- składowaniem w głębinach morskich odpadów radioaktywnych, amunicji, zrzutami ścieków, niekontrolowanymi wyciekami ropy naftowej z odwiertów (takimi jak ten po eksplozji na platformie Deepwater Horizon)
- Sekwestracja dwutlenku węgla w wodach głębinowych, co może zmienić właściwości fizyczno-chemiczne wód głębinowych (np. obniżając pH, co w konsekwencji może powodować nasiloną korozję muszli mięczaków i domków wieloszczetów).